# Ziemkendorf
Ziemkendorf ist ein Ortsteil der Gemeinde Randowtal des Amtes Gramzow im Landkreis Uckermark in Brandenburg.

## Kultur und Sehenswürdigkeiten

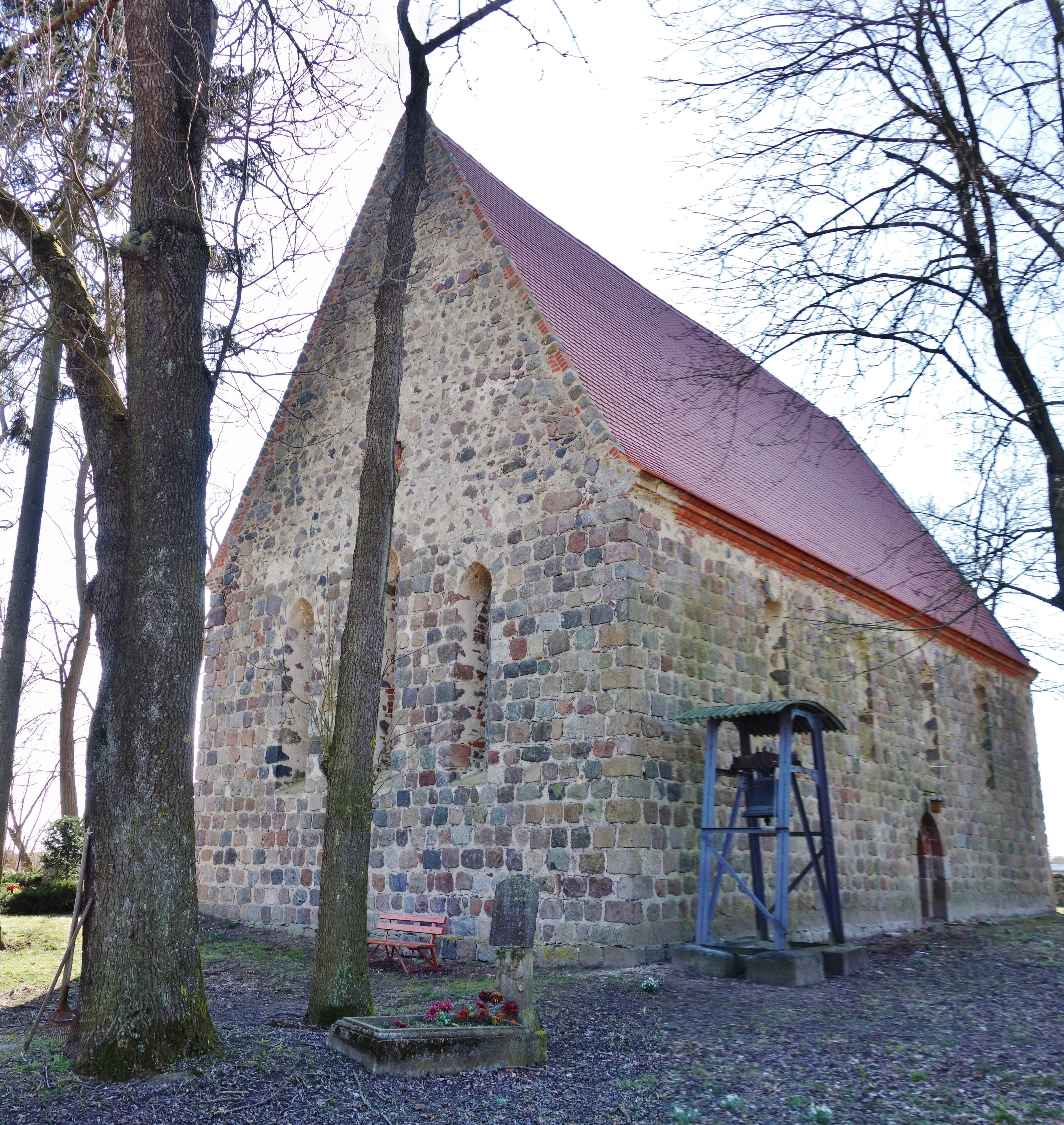
Dorfkirche mit Glockenschauer

## Geographie
Der Ort liegt zehn Kilometer östlich von Prenzlau. Die Nachbarorte sind Grenz und Wallmow im Nordosten, Rollberg im Osten, Eickstedt Ausbau und Eickstedt im Südosten, Damme im Süden, Drense im Südwesten, Grünow im Westen sowie Mönchehof im Nordwesten.

## Geschichte
Ziemkendorf wurde im Jahr 1288 erstmals schriftlich erwähnt. So fand sich in der neueren Übersetzung vom Hauptteil 1, Band 21, Seite 450 des Codex diplomaticus Brandenburgensis im Abschnitt „IV. Vergleich des Klosters mit dem Städtchen Gramzow über dessen Feldmark, Holzungs- und Fischerei-Berechtigungen, vom Jahre 1288“ ein entsprechender Eintrag. Darin wird von Hufen gesprochen, welche nach Schmollen und Zinckendorff werts gelegen sind. In einem weiteren Beleg auf der Seite 152 des vorgenannten Werkes wurde in einer Beurkundung des Rates zu Prenzlau vom 14. April 1336 von einem hier ansässigen Johannes de Tzymekendorp (später Familie von Ziemkendorf) berichtet, welcher der Marienkirche eine Schenkung gemacht hatte.
Das Landbuch der Mark Brandenburg von 1375 verzeichnete das Dorf auf der Seite 235 mit dem Namen Symekendorff. Spätere Belege sprechen 1489 von to Zintzkendorp, im Jahr 1497 von Zymen, 1534 von Zymenckendorff und 1566 von Zungern. Bis 1816 ein Teil vom Stolpirischen Kreis der Uckermark, kam die Ortschaft 1817 zum Kreis Prenzlau. Ab 1952 gehörte sie zum gleichnamigen Kreis Prenzlau im Bezirk Neubrandenburg der DDR.